# 茂朱警察署
茂朱警察署（ムジュけいさつしょ）は、全北地方警察庁所管の警察署である。

## 管轄区域
- 茂朱郡

## 沿革
- 1945年10月21日 - 開署
- 2001年9月22日 - 現在の庁舎が竣工。

## 組織
- 警務課
- 生活安全交通課
- 捜査課
- 情報保安課

## 管轄派出所
- 朱渓派出所
- 安城派出所
- 雪川派出所
- 茂豊派出所
- 赤裳派出所
- 富南派出所
- 九川派出所